# 急性リンパ性白血病
急性リンパ性白血病（きゅうせいリンパせいはっけつびょう、英語: acute lymphoid leukemia、略称:ALL）とは、リンパ球系の細胞が腫瘍化し、分化・成熟能を失い、骨髄や末梢血管に腫瘍細胞認められる疾患で、白血病の一種である。

## 概要
リンパ球系の細胞が腫瘍化し、分化・成熟能を失う疾患でのうち、骨髄に腫瘍細胞が浸潤し、末梢血中にも腫瘍細胞が認められるものが急性リンパ性白血病と呼ばれる。ただし急性リンパ性白血病でも腫瘤を形成することがある一方、悪性リンパ腫でも白血化という末梢血へのリンパ腫細胞の出現が認められることがある。つまり腫瘍化したリンパ球系細胞は白血病にも悪性リンパ腫にもなりうるのである。このためWHO分類第3版・第4版では、両者を区別しないことになった。
しかしながら、「骨髄に腫瘍細胞が浸潤し、末梢血中にも腫瘍細胞が認められる」病態は、臨床症状も含め急性白血病としてふるまうため、この病名は使用されている。
急性リンパ性白血病では、フィラデルフィア染色体（Ph）t(9;22) という染色体異常がみられる場合があり、成人患者で多く約4人に1人（15〜30%）の割合で見られフィラデルフィア染色体（Ph）陽性急性リンパ性白血病と呼ばれる。
小児白血病の多くは急性リンパ性白血病である。
リンパ芽球性リンパ腫（Lymphoblastic Lymphoma）との違いは、主に骨髄で増殖するものを急性リンパ性白血病、リンパ節などリンパ組織で増殖するものをリンパ芽球性リンパ腫とされる。以前は、急性リンパ性白血病は骨髄から起こる疾患、リンパ芽球性リンパ腫はリンパ節から起こる疾患と考えられていたが、現在は原因となる白血病細胞は同じであるため両者は同じ治療が行われる。

## 検査
骨髄内の細胞形成状態、芽球の状態によって、確定される。
また、フィラデルフィア染色体の存在によって治療方針は異なるため、これも治療開始前に確認される。

## 予後
小児ALLは80%の長期生存が得られているが、成人のALLは60-80%は完全寛解するものの、長期生存率は15-35%と低い。t(9;22) t(4;11) 染色体陽性患者は、予後不良であったが、近年フィラデルフィア染色体陽性患者に対しては、従来の4剤併用療法にイマチニブを加える新しい治療法によって予後の改善が見込まれるようになってきた。

## 治療
寛解導入には、ビンクリスチン+プレドニゾロン+アントラサイクリン系（ダウノルビシンやドキソルビシン）に、場合によってはL-アスパラギナーゼやシクロフォスファミドを併用する。地固め療法では寛解導入で用いる薬剤に加え、中枢神経再発予防のため大量メトトレキサート療法が用いられる。大量シタラビン療法が用いられることもある。
フィラデルフィア染色体陽性例では多剤併用化学療法に加えてBCR-ABLチロシンキナーゼ阻害薬を用いた寛解導入療法を行う。高齢者の場合はステロイド+BCR-ABLチロシンキナーゼ阻害薬の併用療法も考慮される。
ALL患者において第一寛解期の同種造血幹細胞移植が考慮される。高齢者や合併症を有する患者に対しては前処置の強度を減弱した移植が検討される。移植を行わない場合には維持療法が推奨される。ALLでは維持療法が重要であり、メトトレキサート+メルカプトプリンを中心に、ビンクリスチンやプレドニゾロンを用いる。フィラデルフィア染色体陽性の場合はBCR-ABLチロシンキナーゼ阻害薬の長期投与が行われる。
再発・難治例に対する新規治療薬としてクロファラビンが2013年5月に薬価収載された。
イノツズマブ オゾガマイシンがCD22を標的とした分子標的治療薬として2018年1月に承認された。
ブリナツモマブ、チサゲンレクルユーセルがそれぞれ再発難治例に対して承認された。